# هارولد ساتكليف
هارولد ساتكليف (بالإنجليزية: Harold Sutcliffe)‏ هو سياسي بريطاني (وحمل سابقاً جنسية المملكة المتحدة لبريطانيا العظمى وأيرلندا)، ولد في 11 ديسمبر 1897، وتوفي في 20 يناير 1958. حزبياً، نشط في حزب المحافظين.

## مناصب
- في الانتخابات العامة في المملكة المتحدة 1931 [الإنجليزية]‏، انتخب عضو برلمان المملكة المتحدة الـ36 عن دائرة Royton (UK Parliament constituency) [الإنجليزية]‏ (27 أكتوبر 1931 – 25 أكتوبر 1935).
- في الانتخابات العامة في المملكة المتحدة 1935 [الإنجليزية]‏، انتخب عضو برلمان المملكة المتحدة الـ37 عن دائرة Royton (UK Parliament constituency) [الإنجليزية]‏ (14 نوفمبر 1935 – 15 يونيو 1945).
- في الانتخابات العامة في المملكة المتحدة 1945 [الإنجليزية]‏، انتخب عضو برلمان المملكة المتحدة الـ38 عن دائرة Royton (UK Parliament constituency) [الإنجليزية]‏ (5 يوليو 1945 – 3 فبراير 1950).
- في الانتخابات العامة في المملكة المتحدة 1950 [الإنجليزية]‏، انتخب عضو برلمان المملكة المتحدة الـ39 عن دائرة Heywood and Royton (UK Parliament constituency) [الإنجليزية]‏ (23 فبراير 1950 – 5 أكتوبر 1951).
- في الانتخابات العامة في المملكة المتحدة 1951 [الإنجليزية]‏، انتخب عضو برلمان المملكة المتحدة الـ40 عن دائرة Heywood and Royton (UK Parliament constituency) [الإنجليزية]‏ (25 أكتوبر 1951 – 6 مايو 1955).